# Orio Mastropiero
Orio Mastropiero (Malpiero, Malipiero, Mastro Pietro) – doża Wenecji od 14 kwietnia 1178 do 1192.